# Mijáilovka (Volgogrado)
Mijáilovka (ruso: Миха́йловка) es una ciudad rusa ubicada en el noroeste de la óblast de Volgogrado. Posee un estatus administrativo singular dentro de su óblast, ya que su término municipal no pertenece a ningún raión a efectos de desconcentración administrativa; sin embargo, su autogobierno local no toma la forma correspondiente de ókrug urbano, sino que comparte ayuntamiento con el circundante raión homónimo, bajo la forma jurídica de ókrug municipal.
En 2021, el territorio administrativo propio de la ciudad tenía una población de 60 851 habitantes, de los cuales 56 031 vivían en la propia ciudad y el resto en el asentamiento de tipo urbano de Sebrovo.
Se ubica unos 200 km al noroeste de la capital regional Volgogrado, junto a la carretera R22 que lleva a Tambov. Junto a la ciudad fluye el río Medvéditsa.

## Historia
Fue fundada en 1762, cuando Pedro III entregó el señorío de estas tierras a Mijail Sídorovich Sebriakov, quien inicialmente fundó la localidad en el actual pueblo de Staroselye. Fue un asentamiento de la Ucrania Amarilla, cuyos primeros habitantes fueron colonos ucranianos. A principios del siglo XIX, comenzó el reasentamiento de colonos en la ubicación de la ciudad actual. Aunque a mediados de aquel siglo ya era un núcleo comercial de unos dos mil habitantes, su desarrollo urbano tuvo lugar a partir de 1869, cuando se abrió aquí una estación en la línea de ferrocarril de Griazi a Tsaritsyn. En 1898 adoptó el estatus de slobodá y capital de su propia vólost.
Adoptó el estatus de capital distrital en 1928, cuando se definieron los raiones del krai del Bajo Volga. Posteriormente, su estatus fue elevado en 1934 a asentamiento de tipo urbano y en 1948 a ciudad. En 1963 se separó del raión del que era capital, quedando directamente subordinada a la óblast de Volgogrado. En 2012, el ókrug urbano de Mijáilova se fusionó con todos los ayuntamientos rurales de su raión, y se reorganizó como ókrug municipal en 2024.